# پونسو
پونسو (به ایتالیایی: Ponso) یک کومونه در ایتالیا است که در استان پادووا واقع شده‌است.

## خصوصیات
پونسو ۱۰٫۹ کیلومترمربع مساحت و ۲٬۴۳۵ نفر جمعیت دارد.